# Evelyn Ortlieb
Evelyn Ortlieb est une femme peintre française née le 13 août 1925 à Strasbourg et morte le 9 juin 2008 à Paris.